# Fort Fléron

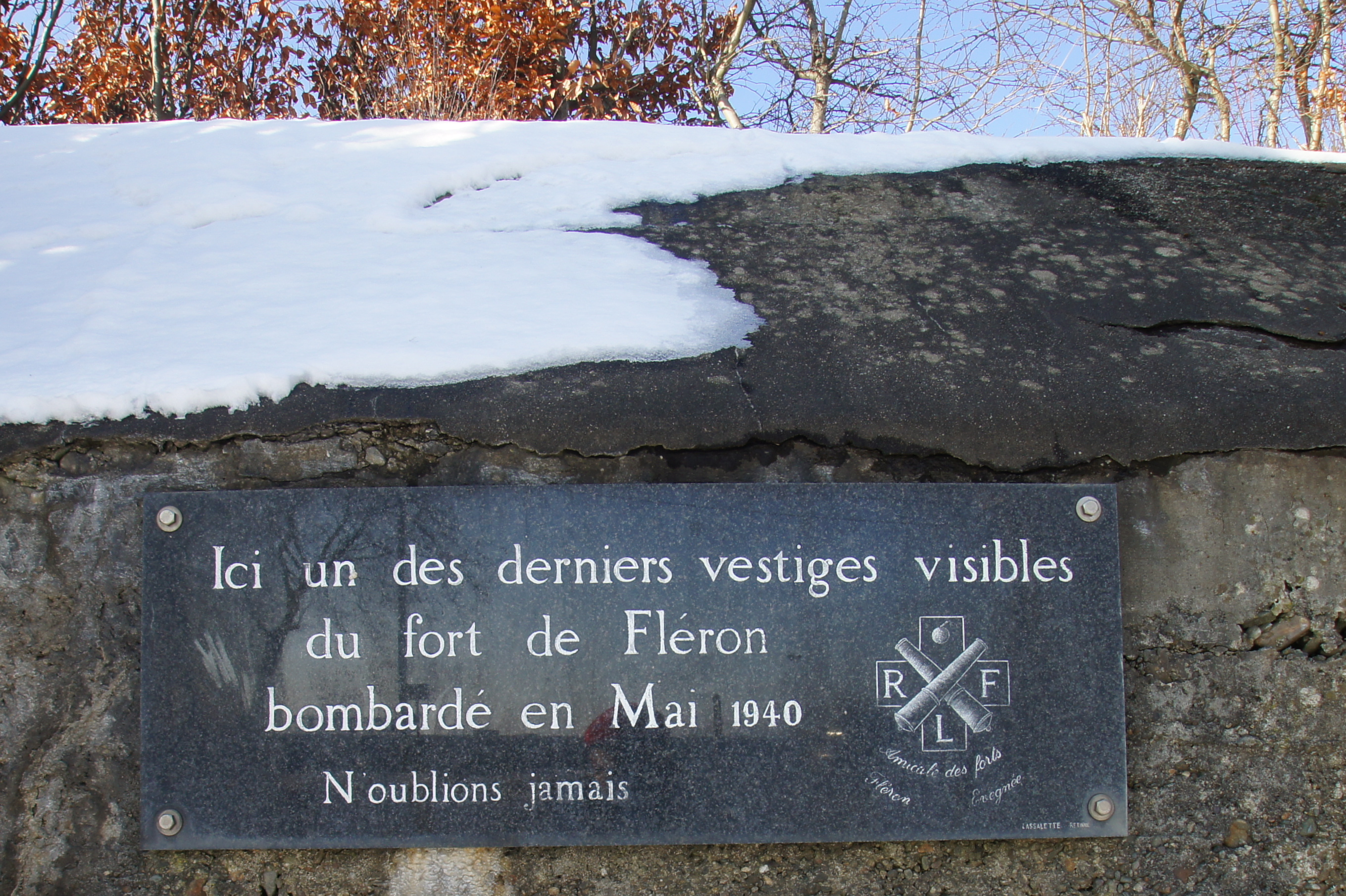
Gedenksteen bij een van de laatste zichtbare overblijfselen van het fort

Fort Fléron werd net als de elf andere forten rond Luik gebouwd vanaf 1888. Het ligt bij de Belgische plaats Fléron, ten westen van de stad Luik.
De forten werden gebouwd na de ontwikkeling van nieuwe obussen die dieper in de grond doordrongen voor ze ontploften. Hierdoor werd het gebruik van beton en bepantsering noodzakelijk. De forten werden ontworpen in gewoon, ongewapend beton. Dit beton kon inslagen van mortieren met een kaliber van 210mm en 220mm weerstaan, in die tijd het grootse wapen. Om de hoeveelheid geschut op de flankbatterijen te beperken, koos men voor een eenvoudige vorm: een driehoek. In het fort werd gevochten in de Eerste Wereldoorlog en de Tweede Wereldoorlog.
Het Fort van Fléron dateert van 1890. Het werd hernieuwd en herbewapend in 1928.
Huidige toestand: van het vroegere fort is tegenwoordig nog weinig te zien. In 1940 werd het zwaar gebombardeerd en na de 2de Wereldoorlog werd het niet heropgebouwd. Nadien werd het bijna volledig afgebroken. Het is nu een park in een sociale woonwijk. Er is nog een stuk muur van gewapend beton met een gedenkplaat overgelaten langs de N3. Ook de luchttoren met toegangsdeur naar overgebleven ondergrondse ruimten is er nog langs de Rue de Retinne. 

perrow="5"
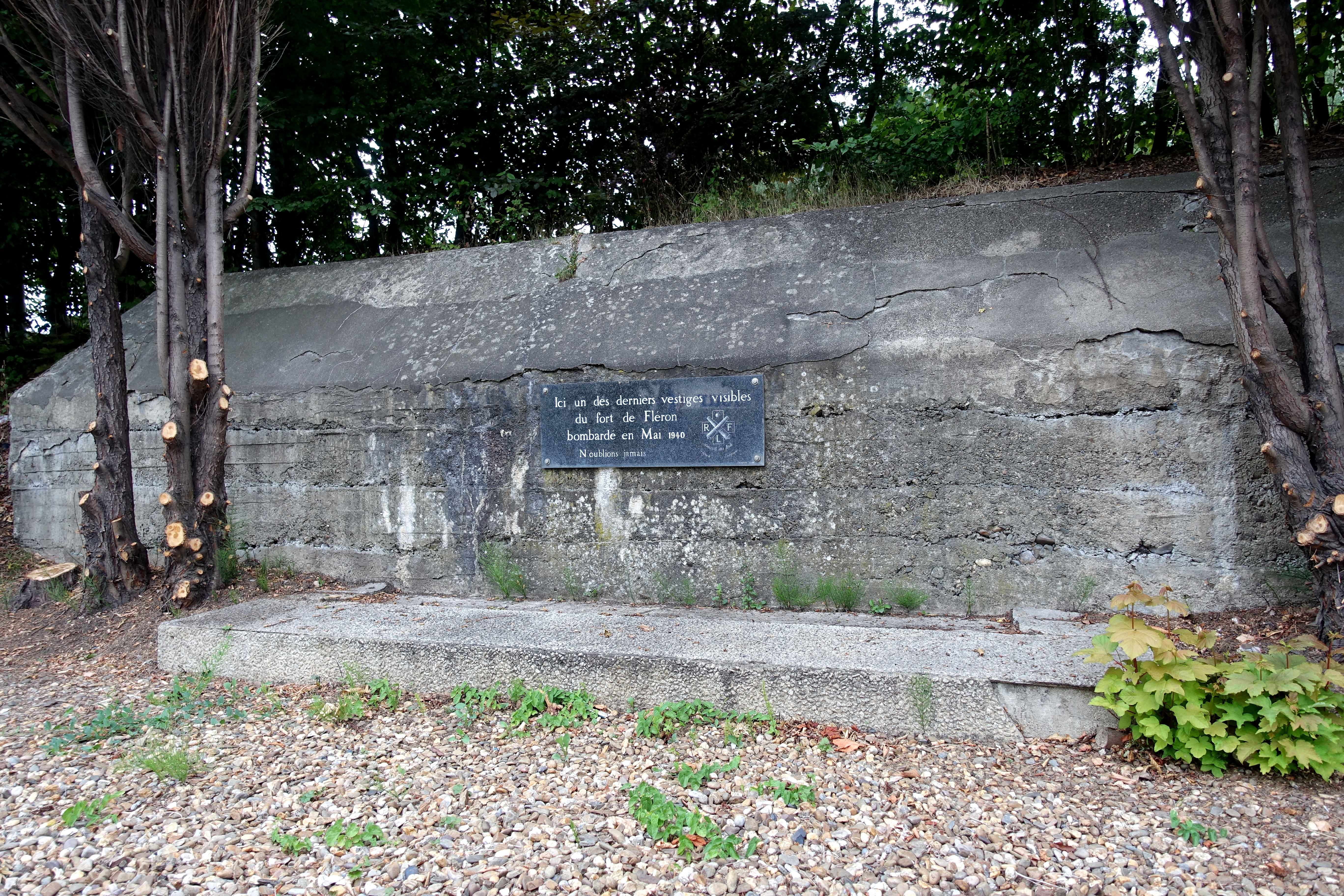
Overgebleven muur
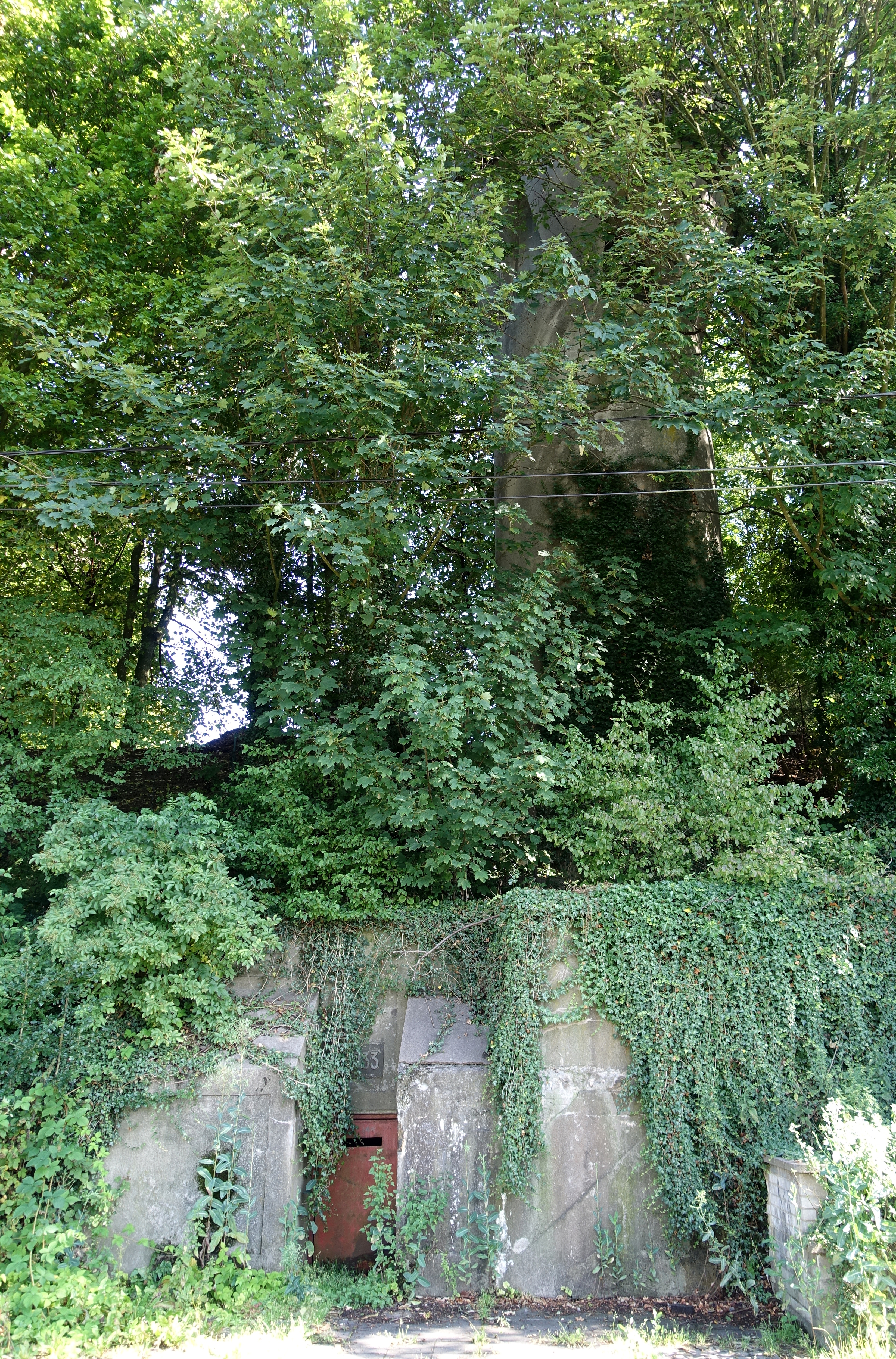
Luchttoren met ingang
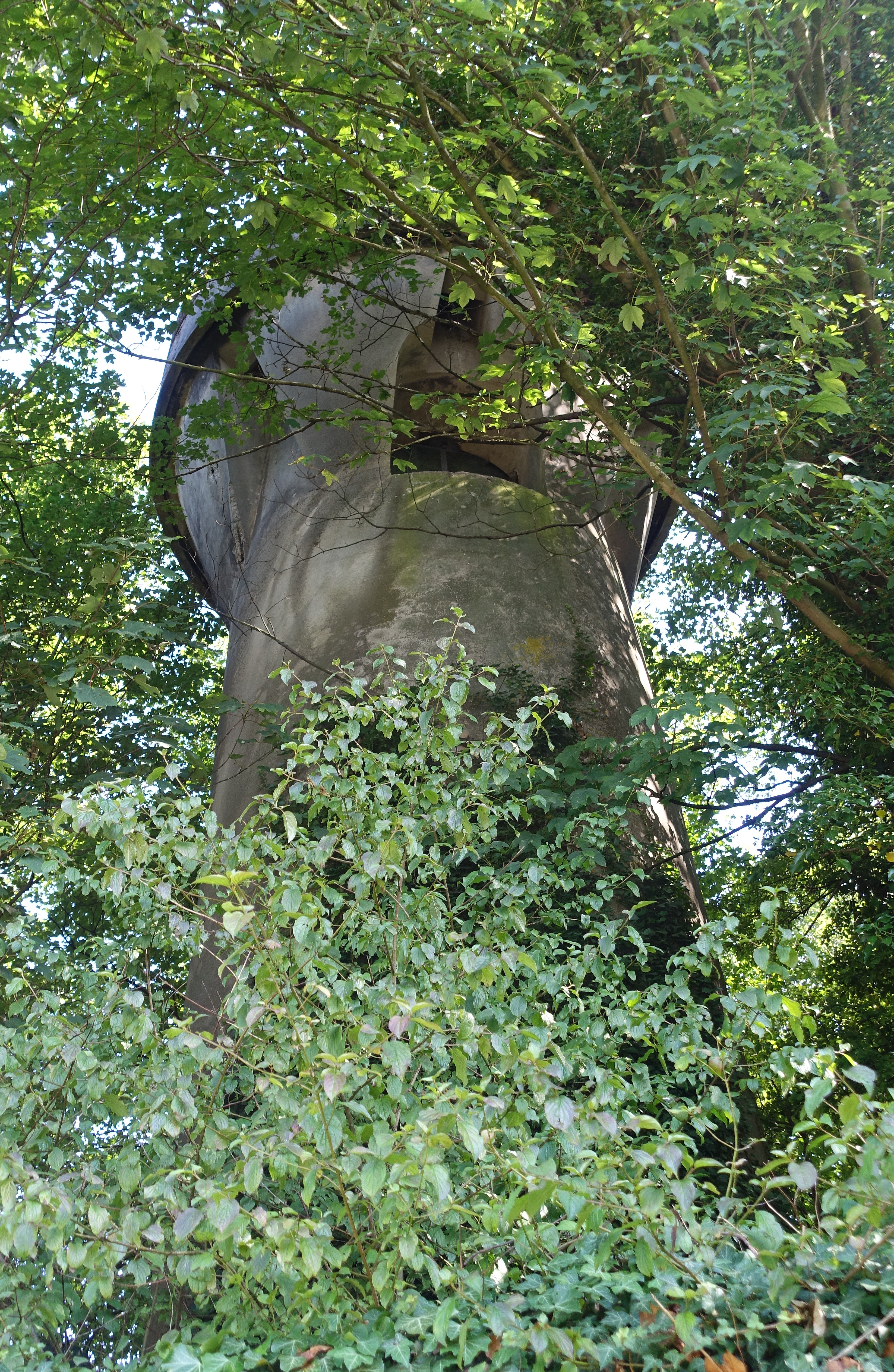
Luchttoren
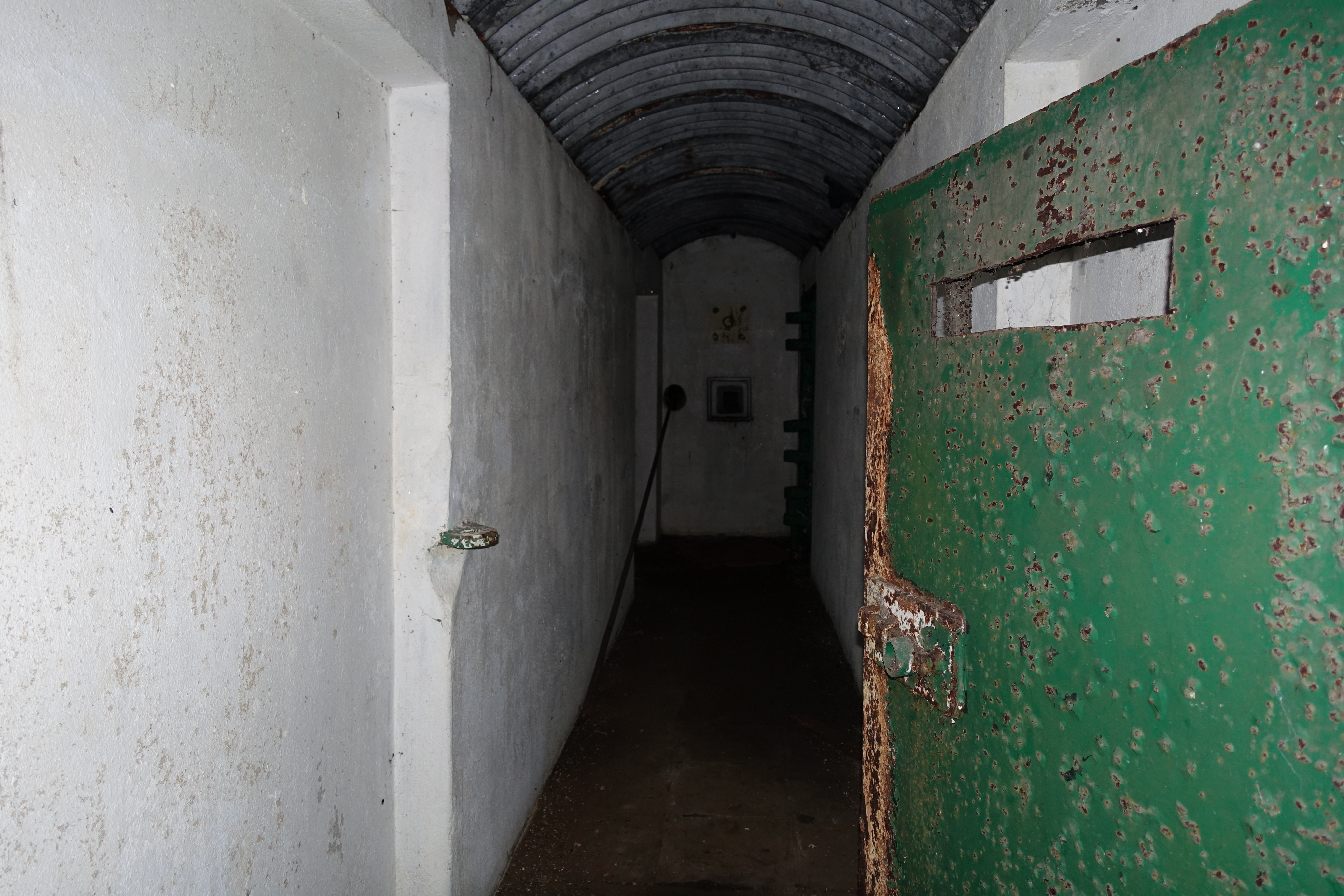
Ruimten onder luchttoren
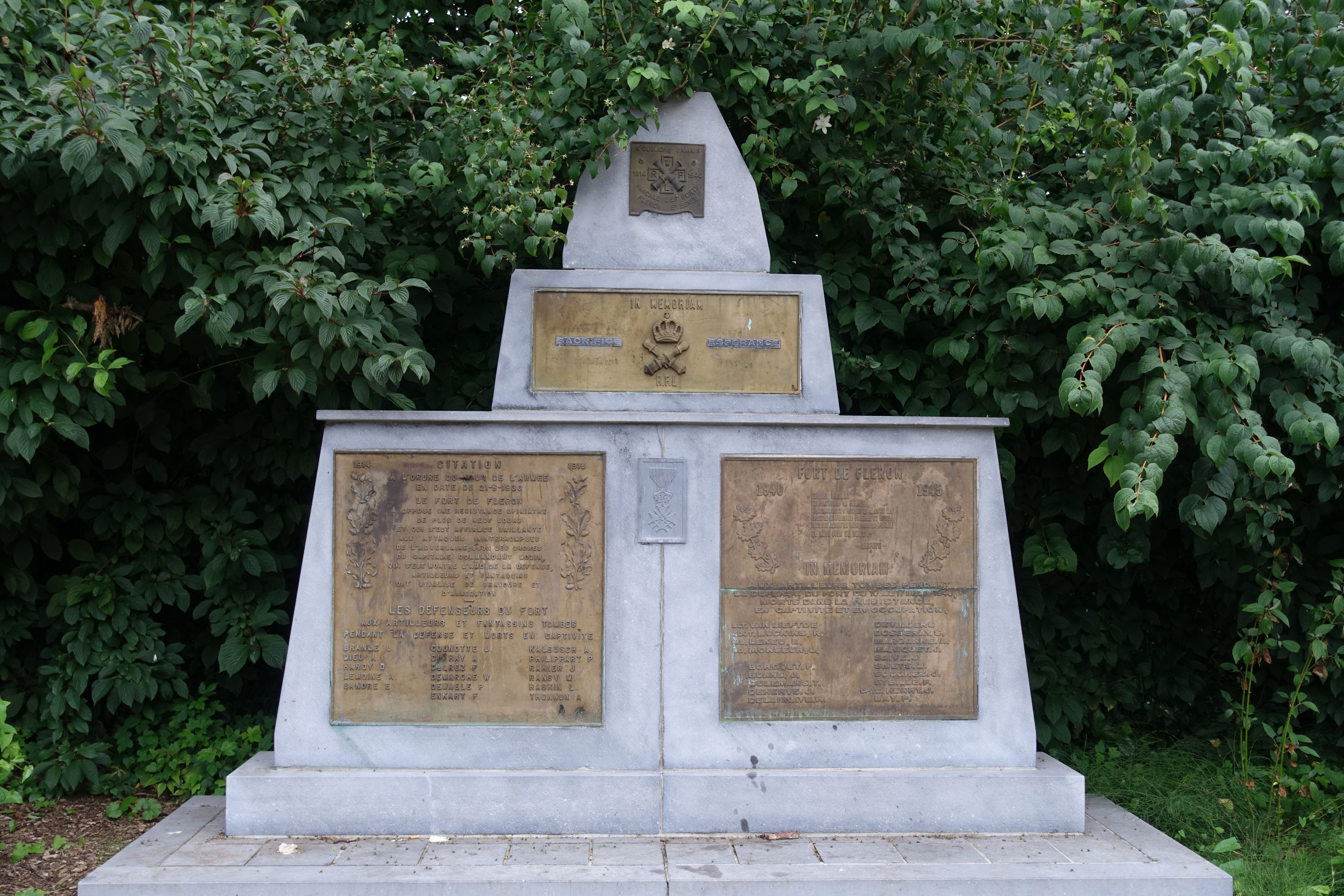
Monument

## Kaart

De positie van het fort in de fortengordel.